# Iglesia de Pavnisi
La iglesia de San Jorge de Pavnisi (en georgiano: ფავნისის წმინდა გიორგის ეკლესია, romanizado: tr) es una iglesia ortodoxa georgiana ubicada en  Kaspi, región de Shida Kartli, Georgia. Es una iglesia de salón del siglo IX-X. Es conocida por sus frescos que datan de la segunda mitad del siglo XII. Es parte de la lista de monumentos culturales inamovibles de Georgia.

## Ubicación
La iglesia de Pavnisi está ubicada en un antiguo cementerio al sur del pueblo moderno de Gariqula, en el territorio que históricamente se conocía como Pavnisi.  

## Diseño
Construida en piedra arenisca y toba, mide 12,4 × 10,8 m, y es una iglesia de salón simple con un ábside semicircular en el este. La iglesia está cubierta por una bóveda semicilíndrica sostenida por arcos sobre pilastras. Se puede acceder al edificio a través de una puerta en el muro sur. Una capilla baja, un eukterion, ahora medio arruinada, se anexa a la fachada sur de la iglesia. El interior está decorado con frescos. En la fachada este, hay cruces ornamentales esculpidas a ambos lados de la ventana y una representación de una serpiente tragándose el sol sobre una gran losa de arenisca colocada sobre la ventana.

## Frescos
Las paredes  del interior tienen frescos de alto valor artístico, realizados entre 1170 y 1180 y pintadas sobre una capa anterior de murales que se pueden rastrear en las paredes norte y sur. El estilo de las pinturas demuestra que el pintor conocía bien los modelos bizantinos. Las pinturas, que destacan por la armonía del color y la pureza de la línea, se han desvanecido en gran medida o se han despegado, pero se encuentran en un estado de conservación relativamente mejor en el ábside.
La caracola del santuario está adornada con la Déesis. En el registro medio hay figuras del busto de los doce apóstoles y en el inferior se representa a los diez Padres de la Iglesia y dos diáconos en dos filas que convergen en la Santa Cruz encerrada en un medallón con la imagen de Mandylion justo debajo de él. El muro oeste está ocupado con un ciclo cristológico, que contiene la Transfiguración, y debajo, el Pentecostés y la Entrada a Jerusalén.
También existe un extenso ciclo sobre la vida y martirio de San Jorge, que consta de cinco escenas, incluida la que lo representa rescatando a un joven del cautiverio, una de las representaciones más antiguas de la leyenda en el arte cristiano. Que la veneración de San Jorge fue especialmente grande en la Georgia medieval se ilustra con un retrato de un donante en el muro norte, donde dos figuras imponentes de laicos nobles y un niño entre ellos se muestran rezando, con san Jorge como el santo intercesor. Flanqueando la escena, se muestran imágenes de espadas y escudos. Los donantes son probablemente miembros de la familia noble Pavneli, conocida por los registros medievales.